# Nevada (Britse band)
Nevada was een Britse muziekgroep, die maar één muziekalbum heeft afgeleverd: Pictures in the fire.
Na het vertrek van Tout en Sullivan uit Renaissance wilden Annie Haslam en Michael Dunford even wat anders. Samen met Peter Gosling namen zij een aantal singles op die in Nederland geen plaats in de hotparades kregen. Een kerstsingle In the bleak midwinter deed dat nog wel in Engeland, maar een daverend succes werd het niet (nummer 71 begin 1983 toen Kerstmis al lang voorbij was).
Na dit uitstapje gingen Dunford en Haslam weer verder met Renaissance, waarbij John Camp meer zeggenschap kreeg. Gosling ging mee. De muziekwereld was echter veranderd en Renaissance kwam in het luchtledige te hangen tussen aanpassen of niet. De twee albums Camera Camera en Time-Line zouden indirect tot het einde van de band leiden.

## Discografie

### Singles
- 1980: "In the bleak midwinter"/"Pictures in the fire"- Polydor POSP 203
- 1981: "You know I like it"/"Once in a lifetime"- Polydor POSP 229

### Album
- 2000: Pictures in the fire Mooncrest Records CREST CD 054

## Pictures in the Fire
De opgenomen muziek voor de singles bleven lang op de plank liggen. In 2000 kwam dan de release van een compact disc op het platenlabel Mooncrest Records, die wel vaker opnamen uit het Renaissance-archief uitgaf. De geluidsopnamen zijn niet optimaal en staan in schril contrast tot een opnamen tijdens de topperiode van de band rondom het album Scheherazade and other stories. Het album is dus meer een verzamelalbum van werk van Nevada, maar ook opnamen van Renaissance werden als bonus meegegeven. Lady of the sea is de track die het meest doet denken aan het "oude" Renaissance. De echte singles zijn niet overgezet naar dit album; het zijn waarschijnlijk alternatieve opnamen; misschien lag Polydor dwars.

## Musici
- Annie Haslam - zang
- Mike Dunford - gitaar
- Peter Gosling – toetsinstrumenten, zang
- Raphael Rudd – toetsinstrumenten; alleen Renaissancetracks 2 en 4
- Mark Lambert – gitaren; alleen Renaissancetracks 2 en 4

## Composities
Allen van "Dunford/Gosling" behalve waar vermeld
1. "Pictures in the Fire" - 3:19
2. "You Know I Like It" - 4:46
3. "Once In a Lifetime" - 3:44
4. "Star of the Show" - 4:03
5. "Fairies" - 4:44 (voorloper van "Faeries (Living At The Bottom Of The Garden)" dat op Camera Camera verscheen)
6. "Lady of the Sea" - 3:06
7. "Mr. Spaceman" (Jim McGuinn) - 4:32
8. "Tokyo" - 3:01 (geschreven voor voorcompetitie van het Eurovisiesongfestival)
9. "In the Bleak Midwinter" (toegewezen aan Dunford/Gosling, maar is van Gustav Holst en Christina Rossetti)  - 3:44
10. "Motorway Madness" - 4:16

Renaissance bonustracks
Allen van Dunford/ Betty Thatcher – Newsinger
1. "Love Is a State of Mind" - 3:30
2. "I Am a Stranger" - 4:16
3. "On and On" - 4:15
4. "No Beginning No End" - 4:15
5. "Mother Russia"- 10:21 (liveversie; in welke bandsamenstelling niet gegeven)